# 아오-iconoclast/PIGEON-the green-ey'd monster
《창-iconoclast/PIGEON-the green-ey'd monster》(蒼)는 I've의 가수중 하나인 KOTOKO가 kotoko명의로 발매한 1번째 싱글을 말한다.

## 개요
- 메이저 데뷔 5주년을 기념해 I've외에서의 활동을 시작해 예명을 소문자의 kotoko로 한 제1탄 싱글. 덧붙여 I've에서의 활동도 그대로 계속해 본래의 예명은 대문자인 KOTOKO 그대로이다.
- 또한 I've에서는 DVD를 동봉한 초회한정판과 CD만 담은 통상판 2종류를 발매해왔지만 이번 작에서는 DVD동봉 초회한정판은 없고 CD만 발매했다.
- 양 A면 싱글에 있는《蒼-iconoclas》은 이번 작과 동시에 발매한 엑스박스 360/PS3용 2D 대전격투게임〈BLAZBLUE〉의 주제가이다.
- KOTOKO의 싱글 〈snIpe〉과 동시 발매.

## 수록 곡
1. 蒼-iconoclast
  - 작사 : KOTOKO/작곡 : 사사쿠라 유우코/편곡 : 미야자키 아유미
  - XBox360/플레이스테이션 3용 게임 〈BLAZBLUE〉주제가
  - 〈아니메 TV〉엔딩 테마
2. PIGEON-the green-ey'd monster
  - 작사 : KOTOKO/작곡・편곡 : 미야자키 아유미
3. 蒼-iconoclast (Instrumental)
4. PIGEON-the green-ey'd monster (Instrumental)